# معسكر عدم العودة إلى المدرسة
معسكر عدم العودة إلى المدرسة عبارة عن معسكر صيفي تأسس في عام 1996 على يد جريس ليولين، مؤلفة كتيب The Teenage Liberation Handbook.
ويجذب معسكر عدم العودة إلى المدرسة (NBTSC) المراهقين من كل أرجاء الولايات المتحدة وكندا وغيرها من الدول. وهو يوفر الدعم للمشاركين في المعسكر لتتبع طرق التعليم المختلفة من خلال ربطهم بمجموعة تضم حوالي 100 من غير العاملين في المدارس وفرق العمل الانتقائية. وفي كتيب المعسكر، تذكر ليولين السبب وراء إنشاء المعسكر على أنها خلق مكان يستطيع فيه المتعلمين من المنزل واللامدرسيين «تغيير [أنفسهم] والعالم وتعليم بعضهم البعض أشياء عظيمة والغناء تحت القمر.....»
وينشط المعسكر على مدار أربع دورات كل منها تدوم لمدة أسبوع كل خريف: حيث يتم عقد دورتين في بلايموث في فيرمونت في معسكر المزرعة والبرية ودورتين خارج بريدج، أوريغون في معسكر ميرتيلود.

## مهمة المعسكر
"يهدف معسكر عدم العودة إلى المدرسة إلى خلق ملاذ
يتطور فيه المشاركون في المعسكر وفريق العمل بشكل روحاني وعاطفي وبدني وإبداعي وعقلي...
حيث تبدأ الصداقات العميقة وتنمو...
وحيث تسود المغامرة والألغاز والموسيقى والمتعة البرية العفوية والموسيقى."

## ثقافة المعسكر
يتفق المشاركون في المعسكر على القواعد قبل المشاركة، ويتم منحهم قدرًا كبيرًا من الحرية لتحديد مهام الأسبوع الخاص بهم، بما في ذلك تحديد أوقات الخلود للنوم بأنفسهم.
ومن بين الأشياء التي تجعل معسكر عدم العودة إلى المدرسة متفردًا هو عدد الأنشطة التي يقوم بها المشاركون في المعسكر. ويتم تشجيع المشاركين في المعسكر على تنظيم واستضافة ورش العمل اعتمادًا على اهتماماتهم ورغباتهم. وفي أغلب الأيام، يتم تنظيم مجموعة من ورش العمل، بالإضافة إلى جلسات ورش العمل المفتوحة، في نفس الوقت. ويتيح ذلك بيئة تعاونية تسمح بالتعلم والمشاركة اعتمادًا على الاهتمامات الشخصية.
وخلال الأسبوع، يدعم أعضاء فريق العمل الأنشطة التي يديرها المشاركون في المعسكر بالإضافة إلى ترأس ورش العمل الخاصة والمشروعات ذات المدى الأبعد والرحلات الميدانية، التي غالبًا ما تجري في مناطق شغفهم وخبراتهم (على سبيل المثال، علم الأحياء البحرية ورحلة إلى المحيط وما إلى ذلك).
وبغض النظر عن ورش العمل والمشروعات، يتم تنظيم «حفلة موسيقية» وألعاب جماعية وعروض للمهارات وحفلات إشعال النيران وغيرها من الأنشطة على يد المشاركين في المعسكر في الغالب ومن خلال مشاركة من فريق العمل. كما يقوم المشاركون في المعسكر كذلك بعمل أسبوع المعسكر من خلال المساهمة في تجهيز الأطعمة وغير ذلك من الأعمال الروتينية التي تساهم في الحفاظ على نظافة المعسكر وجمال البيئة المحيطة به.

## وصلات خارجية
- Not Back to School Camp website
- Not Back To School Camp Community Wiki
- Camp Myrtlewood

## Inspired by NBTSC
- Unschool Adventures
- Camp with Wings in Australia
- The AudioDidact Podcast